# Jorge Bravo
Jorge Bravo (28 de noviembre de 1967, Trinidad, Flores) es un ex ciclista uruguayo.
Fue gregario de los principales ciclistas uruguayos de finales de los años 80 y 90 (José Asconeguy, Gustavo Figueredo, Sergio Tesitore). Con el retiro de estos logró demostrar su potencial y culminó en los primeros puestos tanto de la Vuelta del Uruguay como de Rutas de América.
Con más de 30 años en las carreteras, tiene dos récords en la Vuelta Ciclista del Uruguay, el de ser el ciclista más veterano en ganarla, cuando venció en 2007 con casi 40 años y de más presencias con 31 ediciones disputadas.
Previamente a ganar la Vuelta 2007, ya había subido al podio en 2006, cuando fue 2.º. Mientras que en Rutas de América fue segundo 2 veces (2002 y 2007) y tercero una vez (2011). 
En 2015 ganó por primera vez una prueba internacional cuando venció en el Giro por la Hermandad, carrera binacional organizada en Argentina y Uruguay. Luego de ganar en solitario la primera etapa, mantuvo la ventaja en la contrarreloj y el día que cumplía 48 años se proclamó ganador de la carrera.
Poco más de un mes después, fue seleccionado para representar a Uruguay en el Tour de San Luis donde finalizó en una meritoria 38.ª posición sobre 148 ciclistas que finalizaron la prueba. El hecho de participar en una carrera exigente y de nivel, despertó el interés de varios medios periodísticos internacionales, como españoles e italianos, que se interesaron en su historia de vida.
Se retiró de la actividad al culminar la Vuelta del Uruguay de 2022, donde logró un meritorio cuarto lugar, a sus 54 años.

## Palmarés
2003
- Una etapa de la Vuelta Ciclista del Uruguay.

2006
- 2.° en la Vuelta Ciclista del Uruguay

2007
- Ganador de Vuelta Ciclista del Uruguay, más 1 etapa.

2009
- Una etapa de Rutas de América.

2010
- 2.º en el Campeonato nacional de ruta

2015
- 3.º en el Campeonato nacional contrarreloj
- Giro por la Hermandad, más 1 etapa

2022
- 4.° en la Vuelta Ciclista del Uruguay